# Love Collection 2 〜pink〜
『Love Collection 2 〜pink〜』（ラブ・コレクション2・ピンク）は、西野カナのベスト・アルバム。2018年11月21日にSME Recordsから、『Love Collection 2 〜mint〜』とともに2枚同日発売された。

## 概要
2013年9月にリリースされた前作のベスト・アルバム「Love Collection 〜pink〜」「Love Collection 〜mint〜」以降、約5年ぶりの西野カナデビュー10周年を記念したベスト・アルバム。
初回生産限定盤と通常盤の2形態のリリースで、早期購入特典として〜pink〜絵柄A5サイズクリアファイルが付属。初回生産限定盤は、今作に収録されているシングル曲のミュージックビデオ（YouTubeや先発商品とは違う別ヴァージョン）を収めたDVDやDJ MassのDJメガミックスを映像化したスペシャル映像を収録。今回のアルバムに収録されるシングルとアルバムのジャケット・ヴィジュアルを盛り込んだスペシャルブックレット付き、スペシャルライブ「Kana Nishino Love Collection Live 2019」のチケット先行抽選応募チラシ、購入者応募特典ハガキは全形態に封入されている。
本作品は、2013年発売の22ndシングル「さよなら」から2018年までに発売された33rdシングル「アイラブユー」から8曲と、アルバムリード曲から2曲、そして新録曲が2曲と、オリジナル・アルバムから3曲と、前作のベスト・アルバム「Love Collection 〜mint〜」新録曲の10周年ヴァージョンを1曲収録している。27thシングルのカップリング曲「A型のうた」と、シングル「アイラブユー」の表題曲のミュージックビデオは、ともにアルバム初収録となった。また、公式には掲載されていないが、全曲にリマスタリング音源が施されており、音質が向上している。
今作から2か月後の2019年2月3日を以って、無期限活動休止に入った為、本作と『mint』が休止前最後のアルバム（全シングル・アルバム含め）となった。

## 収録曲

### DISC 1：CD【全形態共通】
1. Have a nice day [4:28]
作詞：Kana Nishino / 作曲：Koudai Iwatsubo / 編曲：Naoki Itai (MUSIC FOR MUSIC)
  - フジテレビ系『めざましテレビ』テーマソング
  - 6thアルバム『Just LOVE』リード曲
  - ゴールド（シングルトラック、日本レコード協会）[1]
2. トリセツ[2] [4:19]
作詞：Kana Nishino / 作曲：DJ Mass (VIVID Neon*)、Shoko Mochiyama、etsuco / 編曲：Naoki Itai (MUSIC FOR MUSIC)
  - ワーナー・ブラザース配給映画『ヒロイン失格』主題歌
  - 27thシングル表題曲
  - ゴールド（CD、日本レコード協会）[3]
  - トリプル・プラチナ（シングルトラック、日本レコード協会）[4]
3. あなたの好きなところ [4:44]
作詞：Kana Nishino / 作曲：Carlos K.、Yo-Hey / 編曲：Carlos K.
  - 大塚食品「ビタミン炭酸MATCH」CMソング
  - 28thシングル表題曲
  - ゴールド（シングルトラック、日本レコード協会）[5]
  - 第58回輝く!日本レコード大賞 大賞受賞曲
4. A型のうた [3:29]
作詞：Kana Nishino / 作曲：Kentaro(Andersons)、Dominika(Andersons) / 編曲：Naoki Itai (MUSIC FOR MUSIC)、Andersons
  - 27thシングル「トリセツ」カップリング2曲目
5. We Don't Stop [5:02]
作詞：Kana Nishino、GIORGIO 13 / 作曲・編曲：Giorgio Cancemi / Extra arrangement：Mitsuru Shimada
  - 日本テレビ系水曜ドラマ『花咲舞が黙ってない』主題歌
  - 23rdシングル表題曲
6. アイラブユー [3:39]
作詞：Kana Nishino / 作曲：Shoko Mochiyama / 編曲：Naoki Itai (MUSIC FOR MUSIC)
  - 東宝配給映画『となりの怪物くん』主題歌
  - 33rdシングル表題曲
  - アルバム初収録
7. 君が好き [4:02]
作詞：Kana Nishino、SAEKI youthK (RzC) / 作曲：SAEKI youthK (RzC) / 編曲：SAEKI youthK (RzC)、Yasunori Mochizuki
  - P&G「新レノアハピネス」CMソング
  - 6thアルバム『Just LOVE』収録曲
  - 29thシングル「Dear Bride」カップリング3曲目にリアレンジ・ヴァージョン収録
8. さよなら [5:13]
作詞：Kana Nishino、SAEKI youthK (RzC) / 作曲：SAEKI youthK (RzC) / 編曲：Pochi、SAEKI youthK (RzC)
  - NHK ドラマ10『ガラスの家』主題歌
  - 22ndシングル表題曲
9. One More Time [4:24]
作詞：Kana Nishino / 作曲：FAST LANE、MATS LIE SKARE / 編曲：MATS LIE SKARE
  - P&G「新レノアハピネス」CMソング
  - 32ndシングル「手をつなぐ理由」カップリング2曲目
10. I wanna see you dance [4:04]
作詞：Kana Nishino / 作曲：Sebastian Thott、Delisha Thomas / 編曲：Sebastian Thott
  - 6thアルバム『Just LOVE』収録曲
11. Into You [4:01]
作詞：Kana Nishino、Kanata Okajima / 作曲：Erik Lidbom、HIKARI
  - 新録曲
12. Dear Santa [3:43]
作詞：Kana Nishino / 作曲：Justin Reinstein
  - 新録曲
13. 恋する気持ち [5:27]
作詞：Kana Nishino / 作曲：DJ Mass (VIVID Neon*)、Shoko Mochiyama、etsuco / 編曲：DJ Mass (VIVID Neon*)、Shoko Mochiyama / コーラスアレンジ：Tomoyuki Ogawa (imagine voice)
  - 5thアルバム『with LOVE』リード曲
14. Dear Bride [5:31]
作詞：Kana Nishino / 作曲：DJ Mass (VIVID Neon*)、Kyoko Osako、Hiroshi Yoshida、etsuko / 編曲：Naoki Itai (MUSIC FOR MUSIC)、Kyoko Osako
  - フジテレビ系『めざましテレビ』テーマソング
  - 29thシングル表題曲
  - ゴールド（シングルトラック、日本レコード協会）
  - 第49回日本有線大賞 大賞受賞曲
15. Stand Up [5:10]
作詞：Kana Nishino、GIORGIO 13 / 作曲・編曲：Giorgio Cancemi
  - 5thアルバム『with LOVE』収録曲
16. HAPPY HAPPY 10th Anniversary ver. [4:47]
作詞：Kana Nishino / 作曲：DJ Mass(VIVID Neon*)、GRP(L-M-T)、etsuco、Shoko Mochiyama / 編曲：VIVID Neon*、Shoko Mochiyama
  - 2ndベストアルバム『Love Collection 〜mint〜』新録曲10周年ヴァージョン

### DISC 2：DVD ＜Music Video＞【初回生産限定盤のみ】
出典：
1. さよなら [5:31]
2. We Don’t Stop [5:11]
3. 恋する気持ち [5:40]
4. トリセツ [4:29]
5. A型のうた [3:36]
6. あなたの好きなところ [4:49]
7. Have a nice day [4:32]
8. Dear Bride [5:36]
9. アイラブユー [3:42]
10. Special Movie Mega Mix ～pink～ [5:28]